# Plaza de las Américas Juan Pablo II
La Plaza de las Américas Juan Pablo II se encuentra en Zapopan, Jalisco, y es un importante espacio cívico-cultural en esa región. La plaza está ubicada cerca de la Basílica de Zapopan, uno de los destinos religiosos más importantes del país, que atrae a miles de peregrinos cada año, especialmente durante la Romería en octubre.
La Plaza de las Américas Juan Pablo II es un espacio abierto donde las personas se congregan para eventos públicos, ferias, actividades culturales y más. Como su nombre indica, fue bautizada en honor al Papa Juan Pablo II, reflejando la profunda fe católica de muchos habitantes de la región.
El entorno alrededor de la Plaza y la Basílica es un punto de encuentro tanto para residentes locales como para turistas y peregrinos que visitan Zapopan.

## Descripción actual
| Características de la Plaza de las Américas Juan Pablo II |                                                 |
| Forma:                                                    | Aproximadamente la de un rectángulo.            |
| Superficie:                                               | Año 2022: 13 m²                                 |
| Infraestructura y equipamiento:                           | Iluminación, bancos, 2 fuentes de agua, Kiosco. |
| Plaza de las Américas Juan Pablo II en Google Maps        |                                                 |

## Historia
La Plaza de las Américas Juan Pablo II en Zapopan, Jalisco, tiene una historia que se entrelaza con la evolución y desarrollo de la región. Para entender completamente su importancia, hay que considerar el contexto cultural y religioso de Zapopan.
- Basílica de Zapopan: Este templo ha sido un sitio de peregrinación desde hace siglos, albergando a la Virgen de Zapopan, una pequeña figura de cedro que ha sido objeto de devoción en el estado de Jalisco y en otros lugares de México. Cada año, en la Romería, la figura es llevada en procesión desde la Catedral de Guadalajara hasta la Basílica de Zapopan, un evento que atrae a miles de peregrinos.

- Desarrollo de la Plaza: A medida que Zapopan crecía y se desarrollaba, se sintió la necesidad de contar con un espacio público más grande y adecuado para las crecientes congregaciones y actividades cívicas y culturales. Así nació la idea de crear la Plaza de las Américas. Su diseño y desarrollo se hicieron pensando en albergar eventos masivos y servir como un punto de encuentro.

- Homenaje a Juan Pablo II: Juan Pablo II fue uno de los Papas más queridos en México. Durante su pontificado, visitó el país en varias ocasiones, creando un lazo especial con el pueblo mexicano. En reconocimiento a su figura y a su relación con México, la plaza fue nombrada en su honor como "Juan Pablo II". Esta decisión reafirmó la importancia del espacio como un punto de convergencia entre lo cívico y lo religioso.

- Funciones actuales: Con el paso del tiempo, la Plaza de las Américas Juan Pablo II ha sido testigo y sede de numerosos eventos, desde celebraciones religiosas hasta conciertos, festivales y ferias. Se ha consolidado como un lugar central en la vida de Zapopan, reflejando el espíritu y la identidad de la comunidad.

### Transformación
Orígenes: Antes conocida como Plaza Constitución, este espacio era originalmente la huerta de la casa de Juan Santiago de León Garavito, obispo de Guadalajara, en 1690.
Evolución: Con el tiempo, la plaza vio cambios significativos: la presencia de un kiosco central, fuentes en las esquinas, y abundantes jardines con una variedad de flora, como cedros, rosales, amapolas y más. Además, la casa del Obispo se convirtió en un parián, una especie de mercado o bazar, que posteriormente fue demolido para dar paso a la plaza tal como la conocemos hoy.

### Características Notables
Kiosco Monumental: Un ícono de la plaza, este kiosco fue construido durante la administración de Ricardo Chávez Pérez (1980-1982) y fue diseñado por el arquitecto Guillermo González Ibarra. Se alza a 13 metros de altura, coronado por un águila en vuelo. Su estructura combina arcos de medio punto y columnas de estilo dórico corintio. En el lado oriente, un escudo de Zapopan, tallado en cantera, adorna el kiosco, una obra del artista Raúl González.
Entorno Arquitectónico: Enfrente de la plaza se levanta la Basílica de la Virgen de Zapopan, un edificio dómico de 1690. Complementan el paisaje arquitectónico la parroquia de San Pedro Apóstol, de estilo neoclásico y construida en 1819, y el Palacio Municipal, una muestra del estilo colonial mexicano construido en 1942, que originalmente se planeó como la escuela Franklin Delano Roosevelt.